# العلاقات المجرية الموريتانية
العلاقات المجرية الموريتانية هي العلاقات الثنائية التي تجمع بين المجر وموريتانيا.

## مقارنة بين البلدين
هذه مقارنة عامة ومرجعية للدولتين:
| وجه المقارنة                                              | المجر                                                       | موريتانيا                 |
| --------------------------------------------------------- | ----------------------------------------------------------- | ------------------------- |
| المساحة (كم2)                                             | 93.04 ألف                                                   | 1.03 مليون                |
| عدد السكان (نسمة)                                         | 9.78 مليون                                                  | 4.42 مليون                |
| الكثافة السكانية (ن./كم²)                                 | 105.12                                                      | 4.29                      |
| العاصمة                                                   | بودابست                                                     | نواكشوط                   |
| اللغة الرسمية                                             | لغة مجرية                                                   | اللغة العربية، لغة فرنسية |
| العملة                                                    | فورنت مجري                                                  | أوقية موريتانية، أوقية ‏   |
| الناتج المحلي الإجمالي (بليون دولار)                      | 139.14 مليار                                                | 5.02 مليار                |
| الناتج المحلي الإجمالي (تعادل القوة الشرائية) بليون دولار | 260.42 مليار                                                |                           |
| الناتج المحلي الإجمالي الاسمي للفرد دولار أمريكي          | 12.36 ألف                                                   |                           |
| الناتج المحلي الإجمالي للفرد دولار أمريكي                 | 25.07 ألف                                                   | 3.91 ألف                  |
| مؤشر التنمية البشرية                                      | 0.828                                                       | 0.506                     |
| رمز المكالمات الدولي                                      | +36                                                         | +222                      |
| رمز الإنترنت                                              | .hu                                                         | .mr                       |
| المنطقة الزمنية                                           | ت ع م+01:00، ت ع م+02:00، أوروبا/بودابست ‏، توقيت وسط أوروبا | 00                        |

## منظمات دولية مشتركة
يشترك البلدان في عضوية مجموعة من المنظمات الدولية، منها:
| علم المنظمة | اسم المنظمة                               | تاريخ انضمام المجر | تاريخ انضمام موريتانيا |
| ----------- | ----------------------------------------- | ------------------ | ---------------------- |
|             | مؤسسة التنمية الدولية                     | 29 أبريل 1985      | 10 سبتمبر 1963         |
|             | يونسكو                                    | 14 سبتمبر 1948     | 10 يناير 1962          |
|             | وكالة ضمان الاستثمار متعدد الأطراف        | 21 أبريل 1988      | 8 سبتمبر 1992          |
|             | الأمم المتحدة                             | 14 ديسمبر 1955     | 27 أكتوبر 1961         |
|             | الاتحاد البريدي العالمي                   | ?                  | ?                      |
|             | البنك الدولي للإنشاء والتعمير             | 7 يوليو 1982       | 10 سبتمبر 1963         |
|             | الاتحاد الدولي للاتصالات                  | 1866               | 18 أبريل 1962          |
|             | منظمة حظر الأسلحة الكيميائية              | ?                  | ?                      |
|             | مؤسسة التمويل الدولية                     | 29 أبريل 1985      | 29 ديسمبر 1967         |
|             | المركز الدولي لتسوية المنازعات الاستشارية | 6 مارس 1987        | 14 أكتوبر 1966         |
|             | منظمة التجارة العالمية                    | 1995               | 31 مايو 1995           |
|             | منظمة الشرطة الجنائية الدولية             | ?                  | ?                      |

## وصلات خارجية
- موقع وزارة الخارجية المجرية